# Xosé Castro Veiga
Pour les articles homonymes, voir Veiga.
Xosé Castro Veiga, guérillero anti-franquiste connu sous le nom de guerre "O Piloto" , est né le 11 février 1915 dans la commune de  O Corgo en Galice (Espagne) et abattu par la garde civile le 10 mars 1965  près du barrage de Belesar paroisse de San Fiz de Asma, sur le territoire de la commune de  Chantada (Galice).